# 塞貝格山
47°39′51″N 11°59′52″E / 47.6643°N 11.9979°E

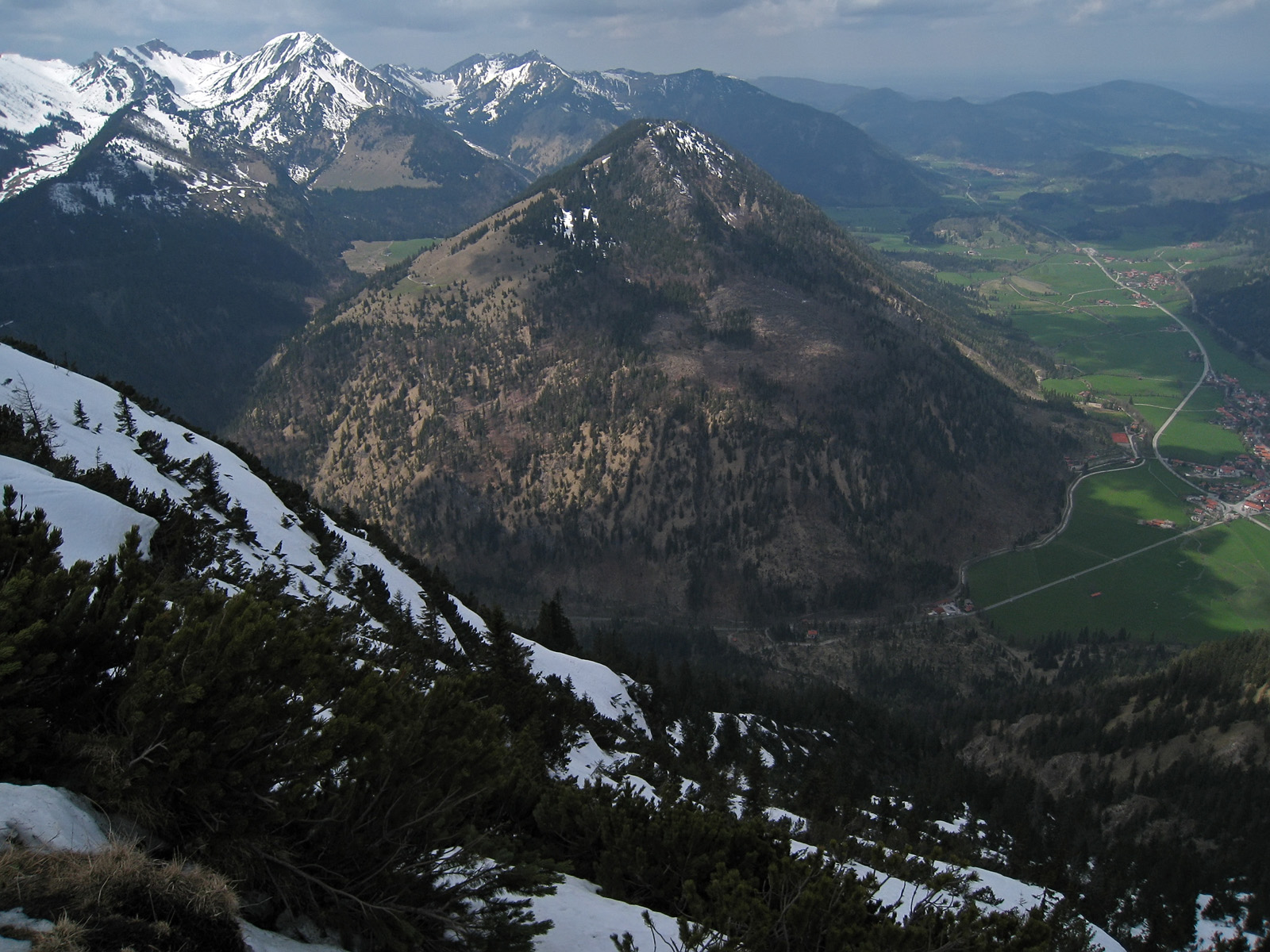

塞貝格山（德語：Seebergkopf），是德國的山峰，位於該國東南部，由巴伐利亞負責管轄，屬於芒法爾山脈的一部分，海拔高度1,538米，每年平均降雨量1,847毫米。